# Empis natalensis
Empis natalensis är en tvåvingeart som beskrevs av Smith 1967. Empis natalensis ingår i släktet Empis och familjen dansflugor. Inga underarter finns listade i Catalogue of Life.